# 4월의 봄 친선예술축전
4월의 봄 친선예술축전(April Spring Friendship Art Festival)은 조선민주주의인민공화국의 수도 평양에서 개최되는 축전이다. 축전은 2년에 한 번 개최된다. 4월의 봄 친선예술축전이 열리지 않는 해에는 4월의 봄 인민예술축전이 개최된다.

## 역사
4월의 봄 친선예술축전은 1982년 김일성의 70번째 생일을 계기로 마련되었다. 1982년 4월 평양에서 4.15경축 세계 여러 나라 예술인들의 친선음악회로 처음 시작하였는데, 김정일 국방위원장의 지시로 1985년부터 현재의 명칭으로 바뀌었다. 1984년부터 2007년까지는 매 년마다 축전이 개최되었으며, 2007년부터는 2년마다 축전이 열리고 있다. 2011년 6월 3일에는 4월의 봄 친선예술축전기금이 창설되어 후원을 받고있다.
2020년에는 코로나19 범유행의 여파로 축전이 취소되었다.
2023년에는 코로나바이러스의 영향으로 사상 처음의 국제통신으로 제출한 공연록화자료들을 TV와 인터네트를 통하여 방영하는 형식으로 진행되였다.
| 회차 | 연도   | 개막일   | 폐막일   | 규모                             | 비고                     |
| ---- | ------ | -------- | -------- | -------------------------------- | ------------------------ |
| 1    | 1982년 | 4월 6일  | 4월 20일 | 8개국 12개 단체 390명의 예술인   |                          |
| 2    | 1984년 | 4월 7일  | 4월 17일 | 14개국 20개 단체 155명의 예술인  |                          |
| 3    | 1985년 | 4월 6일  | 4월 18일 | 37개국 57개 단체 377명의 예술인  |                          |
| 4    | 1986년 | 4월 5일  | 4월 18일 | 45개국 75개 단체 605명의 예술인  |                          |
| 5    | 1987년 | 4월 6일  | 4월 19일 | 75개국 99개 단체 536명의 예술인  |                          |
| 6    | 1988년 | 4월 7일  | 4월 18일 | 44개국 69개 단체 452명의 예술인  |                          |
| 7    | 1989년 | 4월 7일  | 4월 18일 | 60개국 79개 단체 597명의 예술인  |                          |
| 8    | 1990년 | 4월 7일  | 4월 18일 | 60개국 90개 단체 820명의 예술인  |                          |
| 9    | 1991년 | 4월 7일  | 4월 18일 | 55개국 84개 단체 784명의 예술인  |                          |
| 10   | 1992년 | 4월 7일  | 4월 19일 | 45개국 70개 단체 783명의 예술인  |                          |
| 11   | 1993년 | 4월 7일  | 4월 18일 | 40개국 55개 단체 554명의 예술인  |                          |
| 12   | 1994년 | 4월 9일  | 4월 18일 | 32개국 45개 단체 493명의 예술인  |                          |
| 13   | 1995년 | 4월 9일  | 4월 18일 | 35개국 53개 단체 642명의 예술인  |                          |
| 14   | 1996년 | 4월 7일  | 4월 17일 | 30개국 52개 단체 577명의 예술인  |                          |
| 15   | 1997년 | 4월 7일  | 4월 18일 | 38개국 60개 단체 596명의 예술인  |                          |
| 16   | 1998년 | 4월 8일  | 4월 18일 | 48개국 83개 단체 675명의 예술인  |                          |
| 17   | 1999년 | 4월 10일 | 4월 18일 | 44개국 77개 단체 608명의 예술인  |                          |
| 18   | 2000년 | 4월 10일 | 4월 18일 | 39개국 72개 단체 680명의 예술인  |                          |
| 19   | 2001년 | 4월 10일 | 4월 18일 | 46개국 85개 단체 745명의 예술인  | 함경남도 함흥시에서 개최 |
| 20   | 2002년 | 4월 14일 | 4월 25일 | 51개국 99개 단체 1129명의 예술인 |                          |
| 21   | 2003년 | 4월 10일 | 4월 18일 | 36개국 75개 단체 597명의 예술인  |                          |
| 22   | 2004년 | 4월 10일 | 4월 18일 | 40개국 82개 단체 632명의 예술인  |                          |
| 23   | 2005년 | 4월 10일 | 4월 18일 | 36개국 71개 단체 650명의 예술인  |                          |
| 24   | 2006년 | 4월 10일 | 4월 18일 | 38개국 66개 단체 652명의 예술인  |                          |
| 25   | 2007년 | 4월 10일 | 4월 18일 | 30개국 65개 단체 660명의 예술인  |                          |
| 26   | 2009년 | 4월 10일 | 4월 18일 | 24개국 52개 단체 651명의 예술인  |                          |
| 27   | 2011년 | 4월 10일 | 4월 18일 | 16개국 44개 단체 441명의 예술인  |                          |
| 28   | 2012년 | 4월 11일 | 4월 19일 | 24개국 52개 단체 803명의 예술인  |                          |
| 29   | 2014년 | 4월 11일 | 4월 17일 | 21개국 36개 단체 467명의 예술인  |                          |
| 30   | 2016년 | 4월 11일 | 4월 17일 | 17개국 37개 단체 343명의 예술인  |                          |
| 31   | 2018년 | 4월 11일 | 4월 17일 | 19개국 45개 단체 628명의 예술인  |                          |
| 32   | 2022년 | 4월 10일 | 4월 20일 | 28개국 63개 단체 ???명의 예술인  |                          |

## 수상
1990년 제8회 축전부터 우수한 공연을 펼친 단체에게는 축전 대회상컵을, 개인에게는 축전 상장을 수여하고 있으며, 1997년부터는 개막 공연에서 김일성장군의 노래를 지휘하는 사람에게 지휘봉과 목란띠를 주고 있다.

## 화제
가수 김연자는 남한 가수로는 처음으로 2001년 함경남도 함흥시에서 열린 제19차 축전에 이어 2002년에 열린 제20차 축전에서 공연을 하여 주목을 받았다. 김연자는 2001년 4월 7일에 평양 청년중앙회관에서 공연을 했고, 4월 11일에는 제19차 축전이 열린 함흥시에서 공연을 했는데, 이때 김정일 국방위원장이 축전에 참가하여 김연자의 공연을 관람했다고 한다. 김연자의 평양에서의 공연은 4월 12일 조선중앙방송과 조선중앙텔레비죤을 통해 방영된 바 있다. 당시 조선중앙방송은 김연자는 공연에서 반갑습니다, 내 나라 제일로 좋아, 휘파람 등 조선가요와 자신의 애창곡을 불렀다고 전했다.

## 기록영화
2003년, 조선민주주의인민공화국은 4월의 봄 친선예술축전의 지난 20년 발자취를 담은 기록영화 《세기를 이어가는 4월의 봄 친선예술축전》을 제작했다. 기록영화에는 제1차 축전부터 제20차 축전까지의 과정을 담았으며 김일성이 지난 1982-1994년에 축전을 참관하는 장면과 김정일 국방위원장이 가수 김연자를 만나는 장면들이 수록되어 있다.

## 축전가
4월의 봄 친선예술축전을 대표하는 곡으로, 외국 손님들을 환영하는 《평양축전가》가 있다. 친선과 단결을 노래 부르며 자주의 한길을 힘차게 나가자는 내용이 담겨있다. 축전에서 참가대표단들은 평양축전가의 주악에 맞춰 관객들의 환영을 받으며 입장한다.

## 같이 보기
- 태양절
- 4월의 봄 인민예술축전
- 김일성화축전
- 평양국제영화축전
- 세계청년학생축전
- 만경대상국제마라손경기대회